# Карл Кіцінгер
Карл Кіцінгер (нім. Karl Kitzinger; 18 квітня 1886, Новий Ульм — 14 квітня 1962, Штутгарт) — німецький офіцер, генерал авіації (1 жовтня 1939).

## Біографія
5 лютого 1904 року вступив в 13-й саперний батальйон. Закінчив військову школу в Ганновері (1905) і Військово-технічну академію в Берліні (1909). Учасник Першої світової війни, в лютому-жовтні 1916 року — командир 26-ї мортирної роти, з листопада 1916 року — на штабних посадах.
Після демобілізації залишений в рейхсвері. У 1919-22 роках — радник інструкторського управління Імперського військового міністерства, потім — в різних штабах. З 1 березня 1931 року — командир 1-го батальйону 13-го піхотного полку, з 1 лютого 1933 року — комендант фортеці Ульм. 1 вересня 1933 року переведений у Військове міністерство, а 1 жовтня 1933 року відряджений у Кельнський університет керівником курсу лекцій з військових наук. З 1 березня 1934 року — інспектор фортець 2-го військового округу, З 1 по 10 жовтня 1934 року — інспектор фортифікацій на Західному кордоні. 1 листопада 1934 року переведений в люфтваффе і призначений генерал-люфтцойгмайстером (пост спеціально створений для Кітцінгера). Йому були підпорядковані всі технічні відомства люфтваффе і доручене керівництво постачаннями і замовленнями обладнання. Пройшов льотну підготовку в авіаційному училищі в Брауншвейгу (1935). 1 серпня 1936 року очолив Управління постачання. В результаті інтриг в керівництві ОКЛ Кіцінгер 1 серпня 1938 року був знятий з посади і призначений командиром зони ППО «Захід». 
З 1 жовтня 1939 року — інспектор зон ППО, з 1940 року — інспектор будівельних частин. З 15 квітня 1940 року — начальник авіаційної галузі «Норвегія». З 1 липня 1941 року — командувач частинами вермахту в Україні, керував окупаційними військами тилового району групи армій «Південь». З 22 липня 1944 року — військовий командувач у Франції, з 5 жовтня 1944 року — головнокомандувач укріпрайоном «Захід». Намагався організувати опір наступаючим військам союзників, але не мав для цього ні сил, ні засобів. 8 травня 1945 року взятий в полон британськими військами. У 1947 році звільнений.

## Звання
- Фанен-юнкер (5 липня 1904)
- Фанен-юнкер-єфрейтор (1 жовтня 1904)
- Фанен-юнкер-унтерофіцер (23 листопада 1904)
- Фенріх (27 січня 1905)
- Лейтенант (18 жовтня 1905)
- Оберлейтенант (18 квітня 1813)
- Гауптман (27 січня 1915)
- Майор (1 березня 1927)
- Оберстлейтенант (1 червня 1931)
- Оберст (1 січня 1934)
- Генерал-майор (1 квітня 1936)
- Генерал-лейтенант (1 квітня 1938)
- Генерал піхоти (1 жовтня 1939)

## Нагороди
- Залізний хрест 2-го і 1-го класу
- Орден «За заслуги» (Баварія) 4-го класу з мечами
- Орден Фрідріха (Вюртемберг), лицарський хрест 1-го класу з мечами
- Орден «За військові заслуги» (Вюртемберг), лицарський хрест
- Ганзейський Хрест (Гамбург)
- Хрест «За військові заслуги» (Мекленбург-Шверін) 2-го класу
- Хрест «За військові заслуги» (Австро-Угорщина) 3-го класу з військовою відзнакою
- Нагрудний знак «За поранення» в чорному
- Знак Карпатського корпусу
- Почесний хрест ветерана війни з мечами
- Комбінований Знак Пілот-Спостерігач
- Медаль «За вислугу років у Вермахті» 4-го, 3-го, 2-го і 1-го класу (25 років)
- Медаль «За Атлантичний вал» (23 листопада 1939) — один із перших шести нагороджених; вручена особисто Адольфом Гітлером.
- Застібка до Залізного хреста 2-го і 1-го класу